# Crazy from the Heat
| Recensione | Giudizio |
| ---------- | -------- |
| AllMusic   | [ 2 ]    |

Crazy from the Heat è l'EP d'esordio di David Lee Roth, pubblicato nel gennaio 1985. Il cantante era all'epoca ancora nei Van Halen, tuttavia abbandonerà il gruppo poche settimane più tardi per dedicarsi alla carriera solista. Il disco è composto interamente da cover di altri artisti. Con lo stesso titolo David Lee Roth ha pubblicato nel 1997 la sua autobiografia.

## Tracce
1. Easy Street – 3:45 (Hartman) – (Edgar Winter Cover)
2. Medley – 4:39
3. California Girls – 2:50 (Love, Wilson) – (Beach Boys Cover)
4. Coconut Grove – 2:52 (Sebastian, Yanovsky) – (The Lovin' Spoonful Cover)

## Formazione
- David Lee Roth - voce
- Eddie Martinez - chitarra
- Sid McGinnis - chitarra
- Dean Parks - chitarra in Coconut Grove
- Willie Weeks - basso
- Edgar Winter - tastiere
- Brian Mann - tastiere
- John Robinson - batteria
- Sammy Figueroa - percussioni
- James Newton Howard - tastiere in Coconut Grove
- Carl Wilson - voce addizionale in California Girls
- Christopher Cross - voce addizionale in California Girls

## Classifiche
| Classifica (1985) | Posizione |
| ----------------- | --------- |
| Billboard 200     | 15        |

### Singoli
| Anno | Singolo                          | Posizione         | Posizione       | Posizione |
| Anno | Singolo                          | Billboard Hot 100 | Mainstream Rock |           |
| ---- | -------------------------------- | ----------------- | --------------- | --------- |
| 1985 | California Girls                 | 3                 | 3               |           |
| 1985 | Easy Street                      | \                 | 14              |           |
| 1985 | Just a Gigolo/I Ain't Got Nobody | 12                | 25              |           |